# Storia dell'India
Per Storia dell'India si intende la storia del Subcontinente indiano e, in un'accezione più ristretta, si intende invece la storia della Repubblica dell'India.
Ad essere rigorosi non si potrebbe parlare della Storia dell'India, intesa come Repubblica dell'India, se non a partire dal 15 agosto 1947, data di nascita di questo Stato dopo un lungo asservimento coloniale. Non avrebbe però senso analizzare la storia della repubblica indiana se non tenendo conto delle sue vicende sotto il periodo coloniale e a partire dalla comune storia di tutto il Subcontinente indiano. Non si potrebbe capire l'India moderna senza analizzare complessivamente la storia della (o forse sarebbe meglio dire delle) civiltà indiana. Inoltre, anche dopo il 1947, la storia indiana è rimasta strettamente legata al resto del subcontinente, specialmente al Pakistan, con cui ha combattuto ben quattro guerre e al quale tutt'oggi contende la regione islamica del Kashmir.

## Le origini

### Le prime popolazioni: Negritos e proto-Australoidi

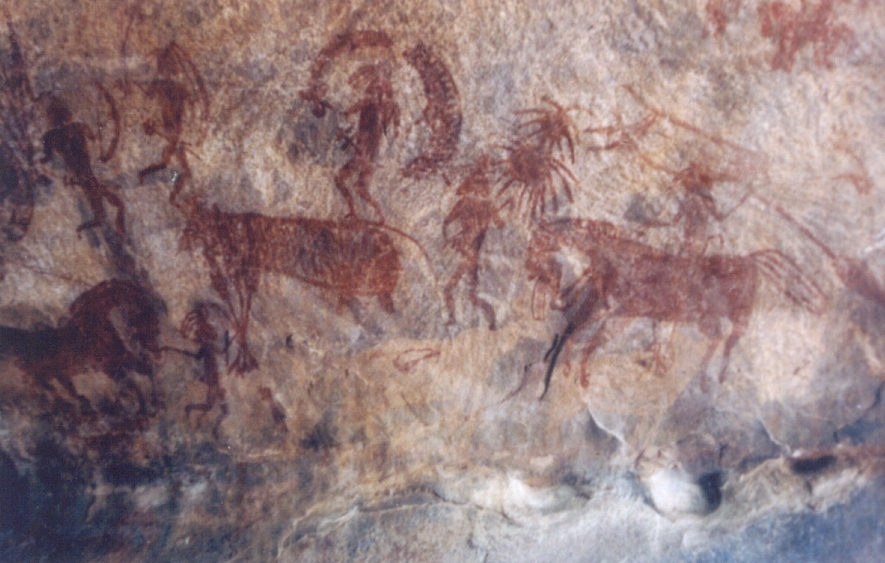
Bhimbetka Pittura rupestre

I primi uomini capaci di sviluppare una certa civiltà, seppur primitiva, nell'area indiana sembrano essere state popolazioni negritos tra i 65.000 e i 30.000 anni fa, poi sostituite da genti proto-australoidi organizzate in piccoli gruppi a loro volta uniti in tribù e che vivevano di caccia e raccolta nella foresta. I loro discendenti sono quelli che gli Hindu chiamano Adivasi. Presso queste antiche tribù pare vigesse il matriarcato.
La religione di queste popolazioni era basata sull'animismo e su un continuo rapporto con la natura. Questi primi abitanti, che parlavano una lingua di tipo Munda, furono cacciati dagli invasori successivi e si ritirarono nelle foreste e sulle montagne dove vivono ancora oggi, lasciando comunque un'importante influenza sulle successive civiltà.

### La seconda civiltà indiana: i Dràvidi

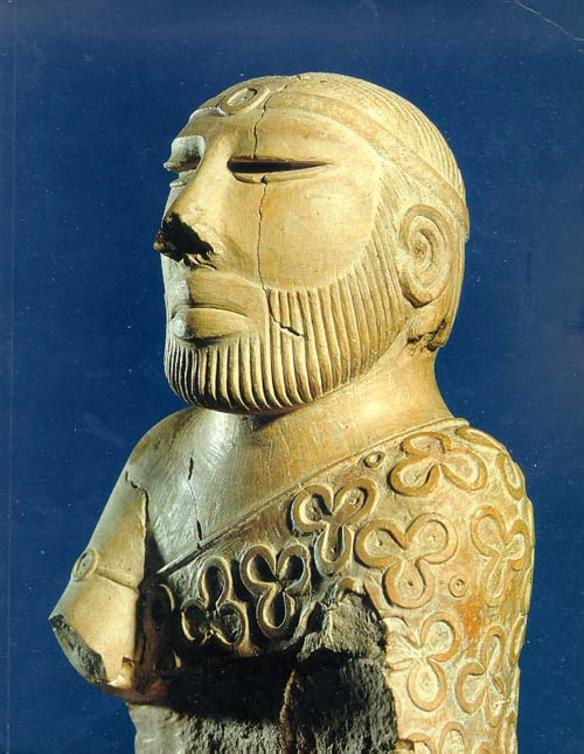
"Re sacerdote" statua della Civiltà della valle dell'Indo

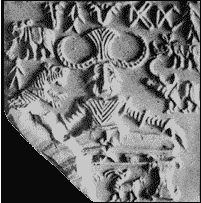
Pashupati-Shiva in una stele della Civiltà della valle dell'Indo

Il simbolo più sacro del giainismo è la svastica orientata a destra, mostrata qui sopra.

A partire dal 4000 a.C. un popolo brachicefalo, di colore scuro, capelli neri e lisci, parlante lingue agglutinanti si diffuse in India accanto alle popolazioni munda: i Dravidi.
Queste popolazioni, appartenenti alla civiltà mediterranea, penetrarono nel subcontinente indiano da ovest e si stanziarono nella zona del bacino dell'Indo, del Gange e in tutta l'India centrale.
A loro si deve nel III millennio a.C. lo sviluppo della cosiddetta Civiltà della valle dell'Indo, di cui le città di Mohenjo-daro e Harappa sono le rappresentanti di cui abbiamo più testimonianze. Poco infatti è sopravvissuto alla successiva invasione ariana di questa cultura tanto che fu dimenticata fino ai primi scavi estesi sui siti di Harappa e di Mohenjo-Daro intorno al 1920.
Ci fu lo sviluppo dell'agricoltura, dell'uso della scrittura e dell'urbanizzazione, con il sorgere di svariate città in mattoni, cotti o crudi. Frequenti furono i rapporti culturali e commerciali con la Mesopotamia e l'Antico Egitto. I testi sumeri e accadici si riferiscono ripetutamente a un popolo con cui ebbero attivi scambi commerciali, chiamato Meluhha, che sarebbe da identificare con la civiltà della valle dell'Indo.
La principale religione dravidica si fonda sul culto per la Dea Madre, per il dio Shiva, per gli alberi sacri, per alcuni animali quali la vacca e il cobra, e per i simboli sessuali (specie la venerazione del fallo) intesi come continuità del genere umano. Un'altra importantissima religione era il Giainismo.
Verso il 1900 a.C., alcuni segni mostrano la comparsa dei primi problemi e intorno al 1800 a.C., la maggior parte delle città erano state del tutto abbandonate.
Una delle cause di questa rapida fine potrebbe essere stata un cambiamento climatico importante: alla metà del III millennio sappiamo che la valle dell'Indo era una regione verdeggiante, ricca di foreste e di animali selvatici, molto umida, mentre intorno al 1800 a.C. il clima si modificò, diventando più freddo e più secco. Il fattore principale fu la probabile scomparsa della rete idrografica del fiume Sarasvati, citato nel Rig Veda, dovuta a una catastrofe di origine tettonica. La carenza improvvisa di risorse idriche portò a carestie che indebolirono a tal punto questa civiltà da renderla vulnerabile ai continui attacchi delle più primitive ma molto bellicose tribù arie.
Tuttavia le invasioni non fecero scomparire definitivamente i Dravida e la loro civiltà. Infatti nel nord gli Arii, dopo aver forse accelerato la fine della civiltà dell'Indo, finirono per acquisire e fare propria buona parte della superiore tradizione e cultura dravidica; ad esempio, molti tratti del vedismo derivano da precedenti tradizioni religiose della civiltà dell'Indo. Nel sud invece, dove perdurò l'egemonia dravidica, continuò fino al primo secolo dell'era cristiana la tradizione dei Sangham. I Sangham erano assemblee di poeti che partecipavano alla stesura di grandi opere collettive che tanto hanno influenzato l'antica letteratura indiana e tamil.

## L'antichità

### Civiltà vedica

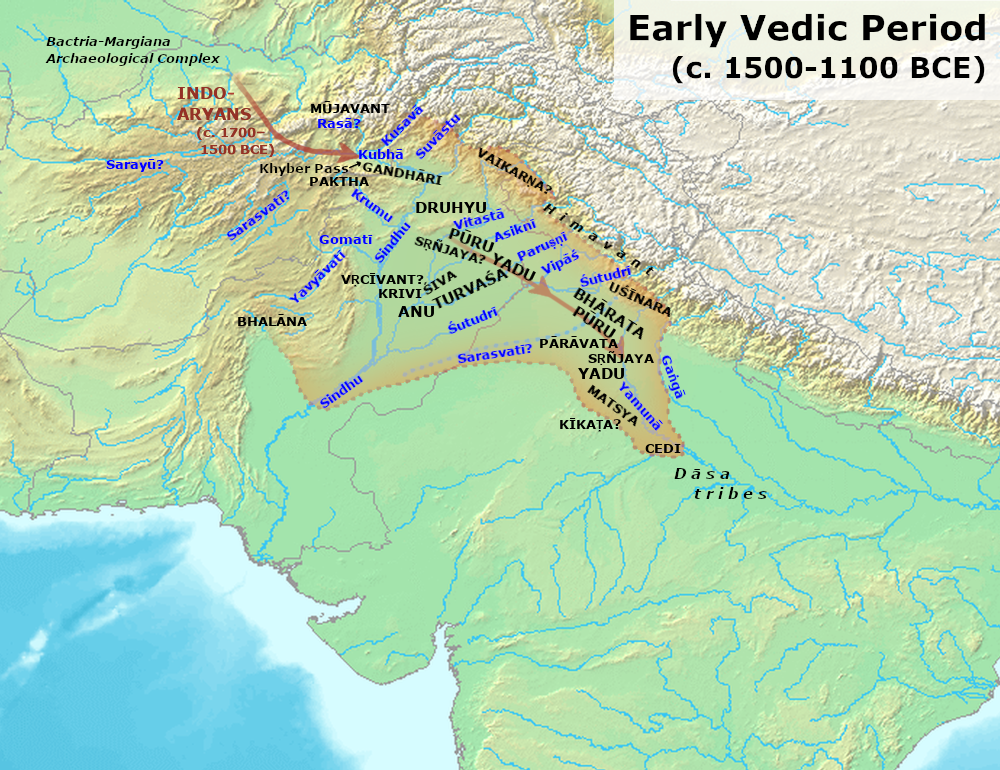
Penetrazione degli Arii nel subcontinente indiano (1700-1100 a.C.)

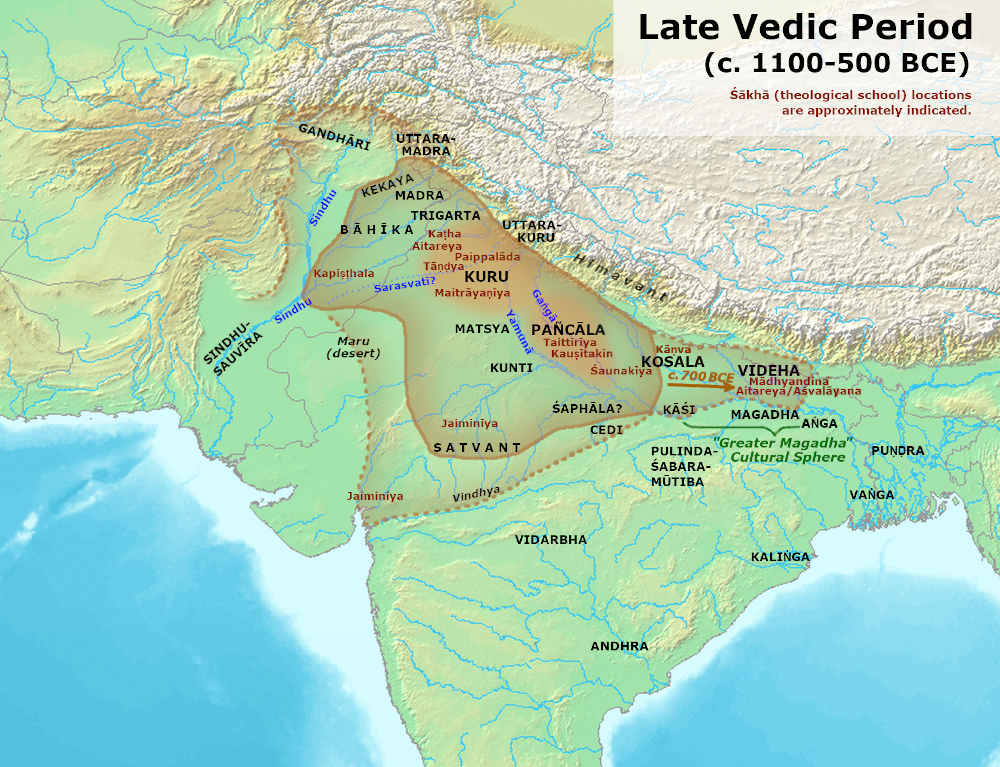
L'India settentrionale durante il tardo periodo vedico (1100-600 a.C.)

Nel II millennio a.C., contemporaneamente alla fine della civiltà della valle dell'Indo, gruppi di popolazioni ariane, provenienti dall'Asia centrale e parlanti lingue indoeuropee, si insediarono nell'India nord-occidentale.
Gli ariani erano una branca dei popoli indoiranici, la cui origine è da ricercare nella cultura di Andronovo e prima ancora nella cultura di Sintashta, i cui riti sacrificali rimandano ai più tardi riti descritti nei testi induisti (Aśvamedha). Queste tribù, gli indoarii, o più semplicemente gli Arii (Arya), partendo dall'area del cosiddetto complesso archeologico battriano-margiano, dove si erano infiltrati nei secoli precedenti, giunsero nel subcontinente indiano attraversando i passi montani dell'Hindukush (nord-est dell'Afghanistan) in un periodo compreso tra il 1700 a.C. e il 1500 a.C.
Le informazioni che abbiamo su questo periodo e sugli Arya sono desunte dai loro testi sacri scritti in sanscrito, i Veda (termine che significa "saggezza", "conoscenza"), tra cui il Rig Veda (Veda degli inni). Da questi testi si apprende che quella Arya non fu un'invasione rapida e definitiva, non fu una campagna di conquista al seguito di un esercito organizzato che si impossessò velocemente delle pianure settentrionali dell'India; fu piuttosto una penetrazione lenta, ostacolata probabilmente dalla natura del luogo e dalle popolazioni autoctone molto più evolute chiamate Dasa (o Dasyu, ossia nemici) che, a differenza degli Arii bianchi, erano di pelle scura. Per secoli le varie tribù arie furono in lotta sia con le popolazioni originarie, sia tra di loro, dovendo fronteggiare successive ondate migratorie.
Si stima che le tribù nomadi Arya iniziarono progressivamente a divenire stanziali successivamente all'anno 1200 a.C., diffondendosi in tutta l'India settentrionale lungo la Pianura Indo-Gangetica. Questo periodo è segnato inoltre dalla comparsa della ceramica grigia dipinta, della metallurgia del ferro e del sistema castale (Varna). Significativa l'evoluzione di alcuni termini coniati all'epoca, come ad esempio Jana con cui inizialmente si identificava la “tribù” ora veniva usato per “la gente”, con il termine janata il “popolo”, e con janapada il “territorio di quel popolo”. Tra i vari regni tribali (janapada) verso la fine del VII secolo a.C. iniziarono ad emergerne sedici più importanti: i Mahajanapada (maha: grande – janapada).
L'influenza dravidica continuerà a essere egemone sul sud dell'India, dove sorgeranno vari regni molto evoluti, principalmente il regno dei Chola, quello dei Chera, quello dei Pandya e in seguito i Pallava spesso in guerra fra loro ma che manterranno l'indipendenza da domini stranieri per più di 2000 anni.

### Mahajanapada

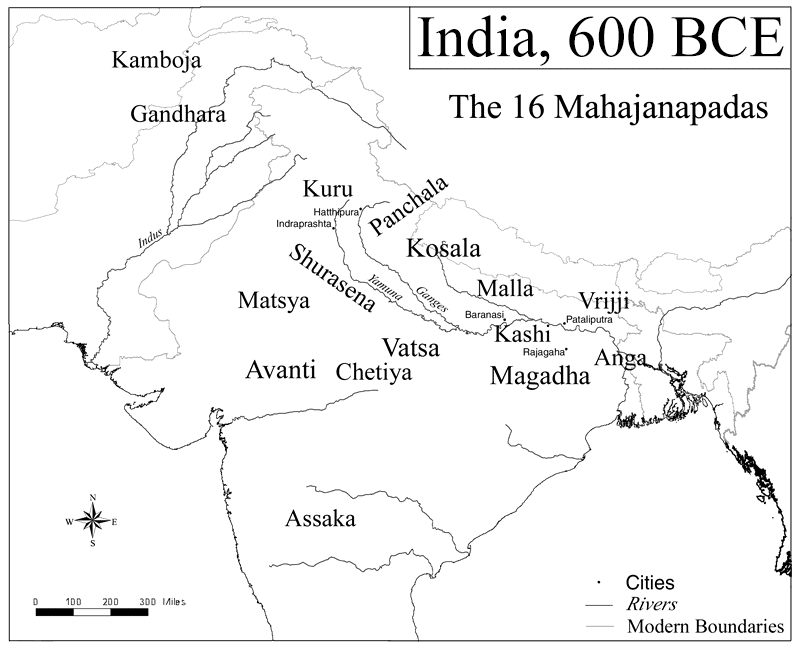
I 16 Mahajanapada nel 600 a.C.

I Mahajanapada furono i sedici più potenti regni e repubbliche dell'epoca, che si trovano principalmente lungo tutta la fertile pianura indo-gangetica, anche se una serie di regni minori si stendeva su tutto il subcontinente. Nel 500 a.C. andavano dall'odierno Afghanistan a occidente, fino al Bengala e al Maharashtra a oriente comprendendo Kasi, Kosala, Anga, Magadha, Vajji (o Vriji), Malla, Chedi, Vatsa (o Vamsa), Kuru, Panchala, Machcha (o Matsya), Surasena, Assaka, Avanti, Gandhāra, Kamboja.
Questo periodo fu quello della seconda grande urbanizzazione in India dopo la Civiltà della valle dell'Indo. Fra queste Mahajanapada ve ne erano alcune in cui il sistema di potere era trasmesso con successione ereditaria; altri Stati, invece, eleggevano i loro governanti. A cavallo tra il 500 e il 400 a.C., cioè all'epoca del Buddha, quattro di questi regni - Vatsa, Avanti, Kosala e Magadha -, imposero la loro egemonia sui vicini, espandendosi territorialmente.
In particolar modo Kosala e Magadha perseguirono una politica di aggressione verso le popolazioni e i territori confinanti, delineandosi tra le principali potenze della regione. Durante il V secolo a.C. il Kosala estendeva i propri domini da Varanasi all'Himalaya, mentre il re Bimbisāra, in un regno che durò quasi 50 anni (tra il 540 e il 490 a.C.), guidò l'ascesa del Magadha che conquistò il vicino janapada di Anga (probabilmente con l'intento di impadronirsi delle importanti miniere di ferro della regione) ad oriente verso il delta del Gange. La politica espansionistica di Bimbisara fu continuata dal figlio Ajātashatru che guidò il Paese contro le confederazioni tribali dei Vriji a Nord in una guerra che durò 14 anni, e successivamente contro il re di Ujjain (Avanti), una potente mahajapanada a occidente.
Oltre agli Stati maggiori, ci sono state anche tante oligarchie più piccole, come quelle del Koliya, Moriya, Jnatrika, Shakya, e Licchavi. In particolare sono ricordate le tribù dei Jnatrika e Shakya, in quanto a esse appartenevano rispettivamente Mahavira, il fondatore del Giainismo, e Gautama Buddha, il fondatore del Buddhismo. Queste figure rappresentano da un punto di vista spirituale delle tappe fondamentali per la storia dell'India del VI e il V secolo a.C. e costituiscono due figure di grande eminenza nel panorama mondiale.
Gautama Buddha, fondatore del Buddhismo visse tra il 563 e il 483 a.C.; Mahavira, fondatore del Giainismo, morirà poco dopo, nel 477 a.C.. Ma se il buddhismo, verso il declino nell'India, andrà sviluppandosi maggiormente in altri Paesi limitrofi, il giainismo continuerà ad essere presente. Buddha vivrà tra il Kosala e il regno del Magadha, e proprio qui, dopo la sua morte, verrà convocato un concilio a Rajagriha (capitale del Magadha) con l'intento di raccoglierne la parola e preservarne gli insegnamenti.

### L'invasione persiana e macedone

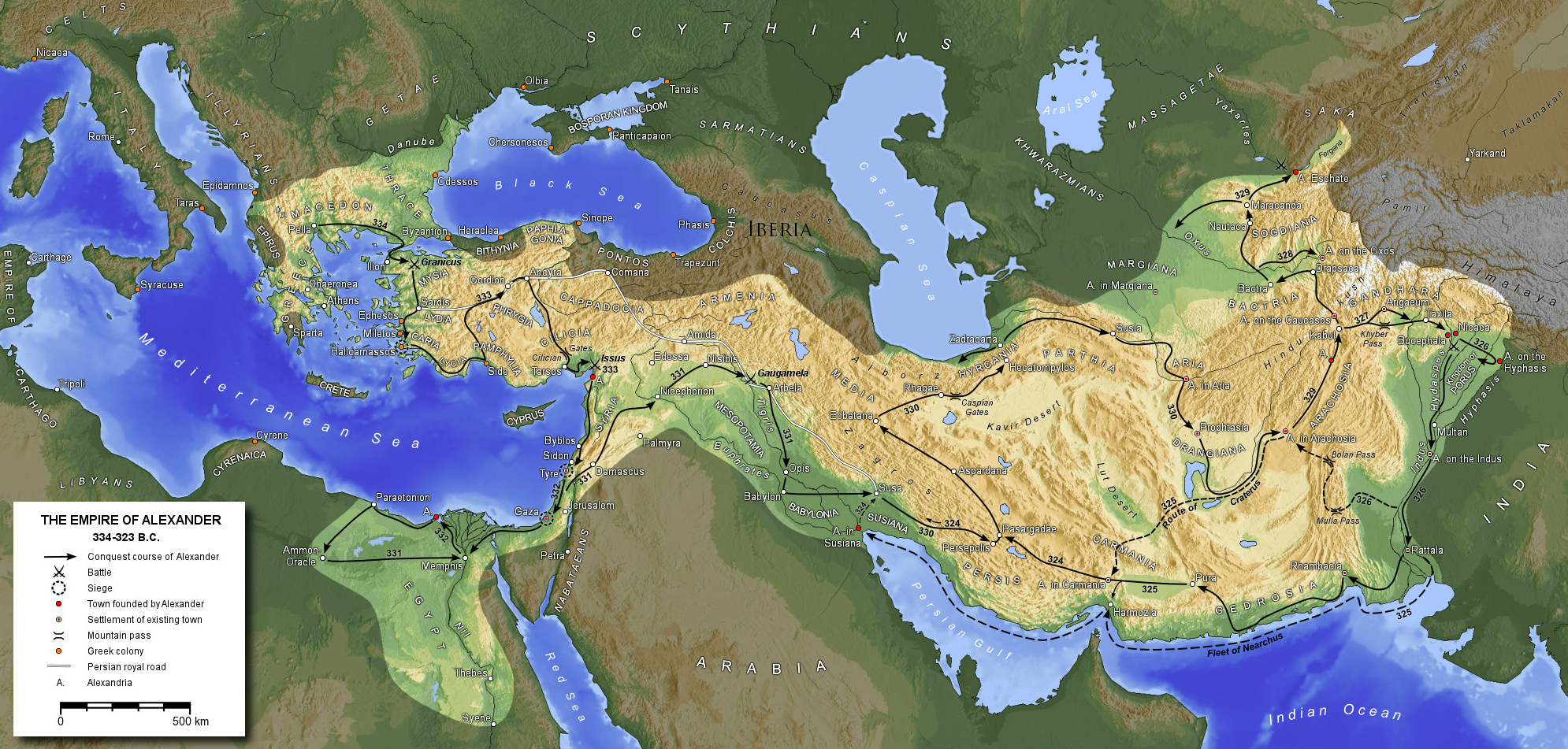
Le conquiste di Alessandro Magno arrivarono fino all'odierno Pakistan, già assoggettato all'Impero achemenide

Mentre l'oriente vedeva sorgere potenze quali Magadha e Kosala, gran parte delle regioni nord-occidentali del subcontinente indiano (l'odierno Afghanistan orientale e il Pakistan) passava sotto il dominio dell'Impero persiano degli Achemenidi intorno al 520 a.C. durante il regno di Dario il Grande, e tali rimasero per un periodo di ben due secoli.
Nel 334 a.C. Alessandro Magno conquistò l'Impero achemenide, raggiungendo la frontiera nord-occidentale del subcontinente indiano. Qui sconfisse il re Poro nella Battaglia dell'Idaspe (fiume Beas) e conquistò gran parte del Punjab. Le truppe di Alessandro si rifiutarono però di proseguire al di là del fiume Idaspe e Alessandro fu quindi costretto a tornare indietro.

## L'età dei grandi imperi

### L'Impero del Magadha
Tra i sedici Mahajanapada il regno del Magadha salì al grado di potenza nel panorama regionale del Nord dell'India nell'ambito di una serie di dinastie. Secondo la tradizione Haryanka fondò il regno del Magadha Impero nel 684 a.C., con capitale Rajagriha (più tardi Pataliputra, vicino all'odierna Patna). Alla dinastia da lui fondata succedette la dinastia Shishunaga, rovesciata a sua volta dalla dinastia Nanda nel 424 a.C. che governarono per circa un secolo (424 a.C. – 321 a.C.) prima di essere soppiantati dalla dinastia Maurya.

### Dinastia Maurya

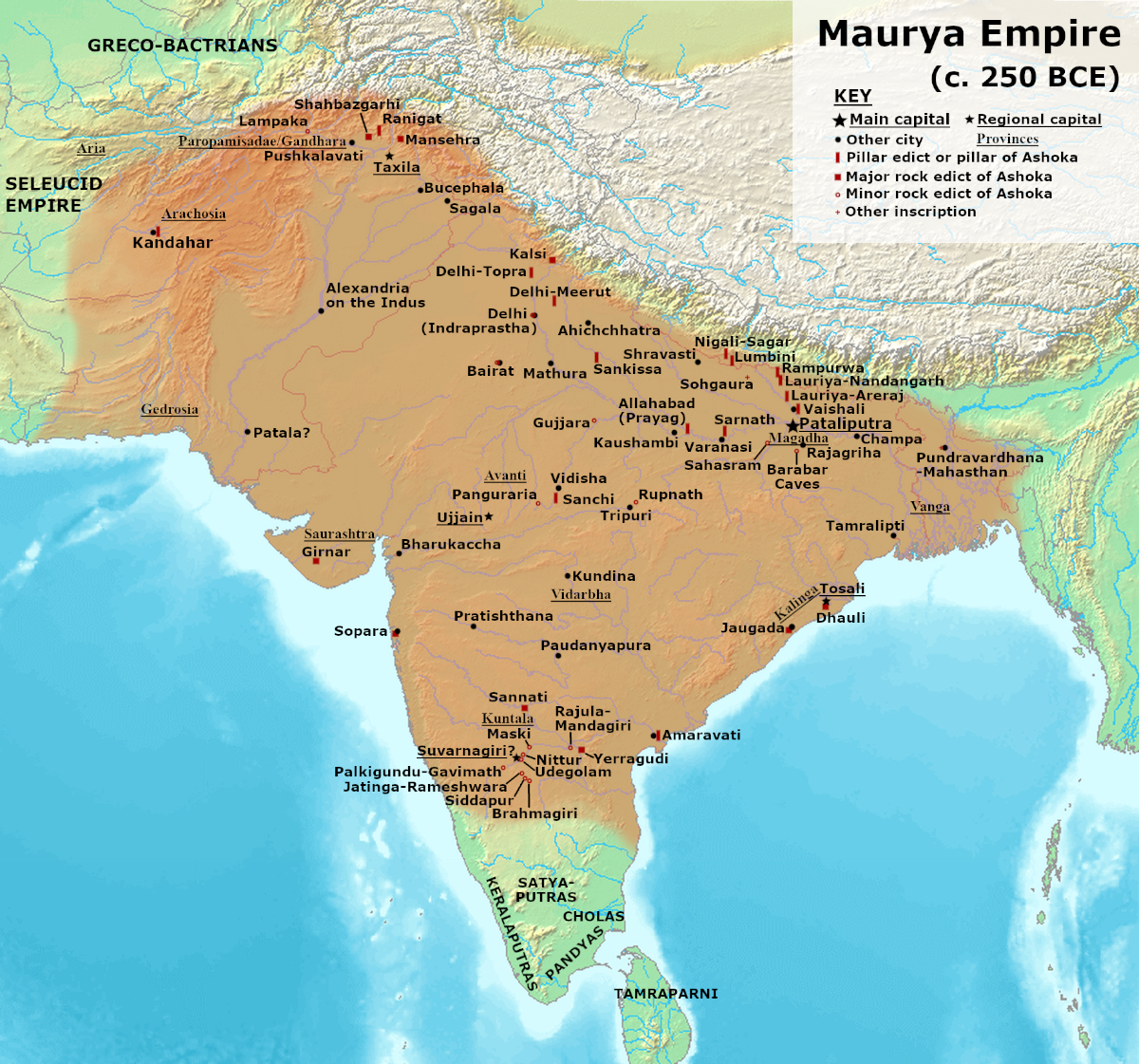
Massima estensione dell'Impero Maurya

Nel 321 a.C. un generale, Chandragupta Maurya, usurpò il trono dei Nanda rovesciando l'allora re Dhana Nanda, fondando la dinastia Maurya. Sotto la sua direzione l'impero Maurya estese il suo dominio su buona parte del subcontinente indiano. Ma i confini dell'impero si allargarono anche verso la Persia. Seleuco I Nicatore, ex governatore della parte orientale del vasto ed effimero impero conquistato da Alessandro Magno, nel 305 a.C. oltrepassa la catena montuosa dell'Hindukush per invadere la piana del Gange ma viene fermato da Chandragupta. Nel trattato di pace l'impero Maurya otterrà vastissimi territori nella valle dell'Indo e nel Gandhara.
Figura di spicco di questa dinastia fu Aśoka che inizialmente diede un forte contributo all'espansione territoriale del Paese. In seguito alla carneficina provocata dall'invasione del Kalinga (approssimativamente nell'odierno Stato indiano dell'Orissa), rinunciò ad ulteriori spargimenti di sangue e perseguì una politica di non-violenza dopo la sua conversione al buddhismo di cui si fece patron e contribuì alla sua proliferazione nell'Asia meridionale. Di Aśoka restano numerose iscrizioni in pietra sparsi in buona parte del subcontinente. Adottando una politica interna basata sulla retta condotta evitò inutili guerre che potessero indebolire l'impero, rafforzandolo invece internamente.

### Le dinastie seguenti
La dinastia Shunga venne fondata nel 185 a.C., circa cinquanta anni dopo la morte di Aśoka, quando il re Brihadratha, ultimo dei governanti Maurya, venne assassinato dal comandante in capo delle forze armate Pusyamitra Shunga. Un secolo più tardi sarà la dinastia Kanva a sostituirsi alla dinastia Shunga nel controllo della parte orientale dell'India tra il 71 a.C. e il 26 a.C.
Ma a partire dal 30 a.C. le potenze dell'India meridionale spazzeranno via sia la dinastia Kanva che Shunga. Dopo il crollo di queste dinastie, i Shatavahana del regno di Andhra si sostituiranno al Magadha come regno più potente dell'India dell'epoca.

### Il medio periodo e l'ascesa dell'India meridionale
Il medio periodo fu un momento di notevole sviluppo culturale. La dinastia Shatavahana, nota anche come Andhra, fu una delle più importanti che si insediarono nell'India Centro-Meridionale a partire dal 230 a.C. circa. Satakarni, il sesto sovrano della dinastia Shatavahana, sconfisse la dinastia Shunga e espanse i suoi territori verso l'India nord-orientale. Un altro importante sovrano fu Gautamiputra Satakarni.
Il Regno Kuninda fu un piccolo Stato himalayano che si sviluppò in questo periodo e sopravvisse dal II secolo a.C. al III secolo d.C.
Diversi imperi e regni a carattere regionale si insediarono nella parte più meridionale della penisola indiana, come ad esempio il Regno dei Pandya, i Chola, i Chera, i Kadamba, i Pallava e i Chalukya, succedendosi nei vari periodi di tempo. Alcuni dei regni più meridionale si espansero anche oltremare formando imperi che si estendeva in tutta l'Asia sud-orientale. Tali regni combatterono spesso gli uni contro gli altri per il dominio del sud.

### Nuove invasioni straniere

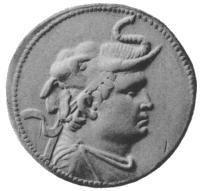
Il fondatore del Regno indo-greco, Demetrio I l'invincibile (205–171 a.C.), raffigurato su una moneta mentre indossa lo scalpo di un elefante, simbolo della sua conquista dell'India

Il re greco-battriano Demetrio I, figlio di Eutidemo I, invase l'India da nord-ovest intorno al 180 a.C., guidando le proprie truppe attraverso l'Hindu Kush. L'invasione greca sembra essere avanzata fino alla capitale di Pataliputra, per poi arretrare e consolidarsi nell'India nord-occidentale. Apollodoto, pare un parente di Demetrio, guidò l'invasione verso meridione, mentre Menandro, uno dei generali di Demetrio, diresse la penetrazione verso oriente. Per le sue conquiste, Demetrio ricevette l'appellativo ανικητος ("aniketos"), "l'invincibile", un titolo mai assunto da alcun re prima di lui.

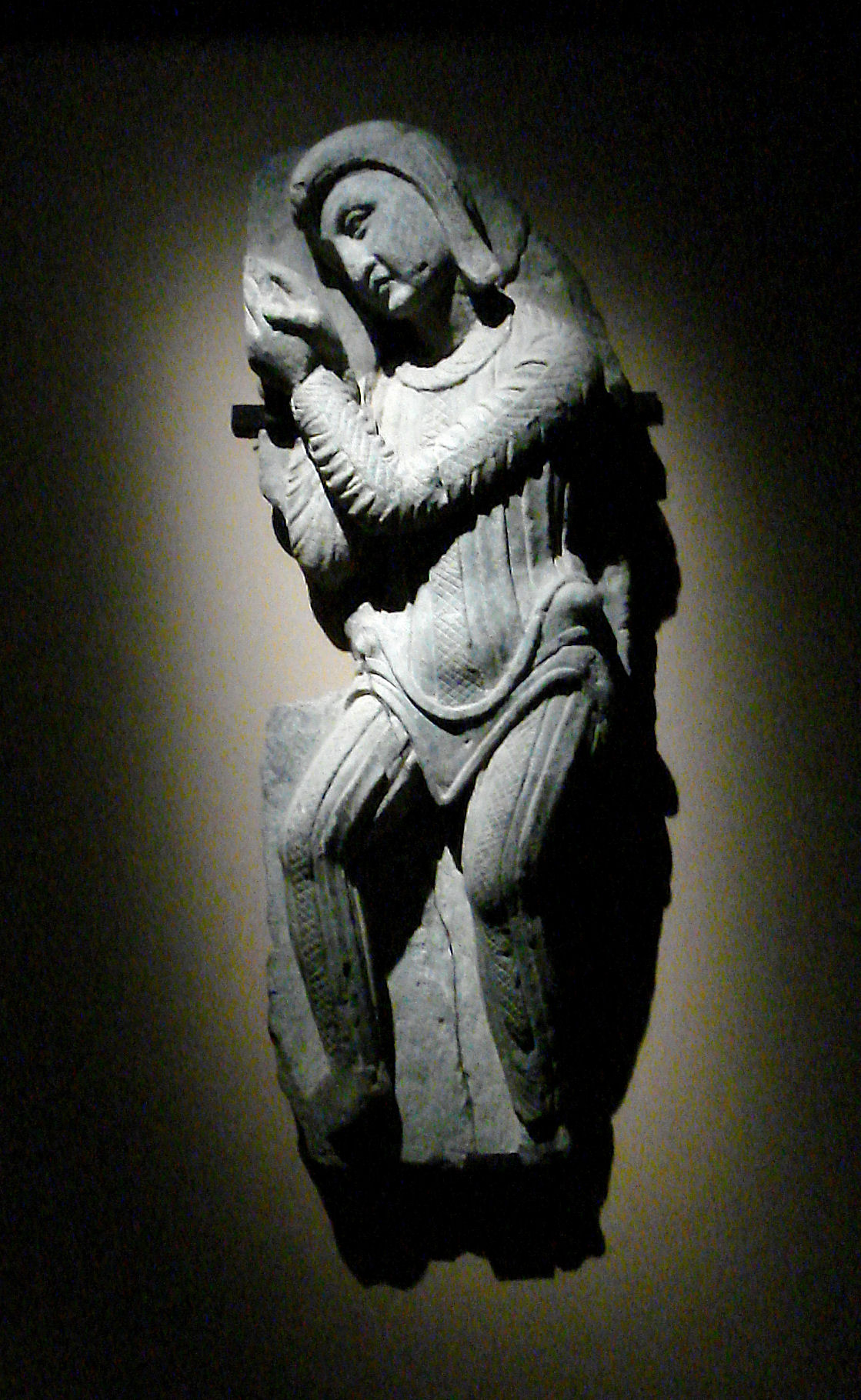
Devoto indo-scita, Stupa di Butkara.

Tra la fine del II e i primi anni del I secolo a.C., a mille anni dall'invasione ariana, l'India conosce una nuova fase migratoria di popolazioni centro-asiatiche. Sospinte a loro volta da altri popoli, giungono nella piana del Gange gli Shaka che si insedieranno in una vasta regione compresa tra il Gandhāra, l'Ujjain e fino alla costa occidentali sostituendosi al regno indo-greco e fondando il regno indo-scita.
Meno di un secolo più tardi, dopo il breve interludio del regno indo-parto, una nuova ondata di invasori penetrerà nelle pianure settentrionali, i Kushana, occupando il nord-ovest dell'India verso la metà del I secolo d.C.. Provenienti anch'essi dall'Asia centrale, fondarono un impero che si estendeva da Peshawar a buona parte della valle del Gange e, forse, raggiungendo il Golfo del Bengala e includendo la Bactria (nel nord del moderno Afghanistan e le regioni meridionali del Tagikistan). Le Satrapie occidentali (35-405 d.C.) continuarono tuttavia ad essere governate dagli Shaka.
L'impero Kushan sarà un impero fiorente che intesserà rapporti commerciali anche con Roma, tanto che Plinio il Vecchio sentenzierà:
L'India, la Cina e la penisola arabica introitano cento milioni di sesterzi dal nostro impero all'anno, con una stima conservativa: questo è ciò che i nostri lussi e donne ci costano.
I Kushan furono sostituiti dagli indo-sasanidi, che nel corso del III e del IV secolo conquistarono i loro territori indiani. Vennero a loro volta cacciati dall'India nel 410 a causa delle invasioni degli Eftaliti (Unni bianchi). Riuscirono a riconquistare i territori perduti debellando gli Eftaliti nel 565, ma a metà del VII secolo il loro dominio sull'India occidentale finì a causa delle conquiste arabe.

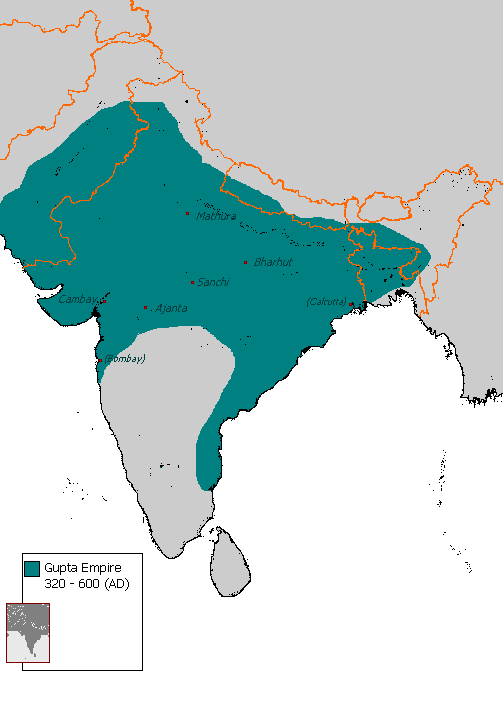
L'impero Gupta alla sua massima estensione

### L'Impero Gupta: l'età classica indiana
Tra il IV e il V secolo la dinastia Gupta unificò l'India. Questo periodo è noto come "età classica indiana", sebbene quest'espressione possa includere anche l'impero Maurya e i secoli tra le due grandi dinastie. Il periodo dell'Impero Gupta è stato l'epoca d'oro dell'India antica; durante questi secoli, la cultura, la scienza e l'amministrazione politica indù raggiunse il suo apogeo. Dopo la caduta dell'Impero Gupta nel corso del VI secolo, l'India tornò ad essere nuovamente divisa in numerosi regni regionali.
L'origine di questa dinastia non è nota, anche se il pellegrino cinese Yìjìng menzionò questi regnanti, così come il Purāṇa vedico ne fa riferimento. L'Impero terminò con l'attacco degli Unni bianchi dall'Asia centrale. Alcuni discendenti minori della dinastia Gupta continuarono a governare il Magadha anche dopo la disgregazione dell'impero. Questi Gupta furono infine rovesciati dal re Harsha Vardhana, che creò verso la metà del secolo VII un impero che rivaleggiò con quello Gupta, anche se fu di breve durata.
Con la crisi dell'Impero Gupta, secondo alcuni storici, inizia il Medioevo indiano, nell'anno 550.

## Ultimi Regni Medi
Al termine dell'era dei Regni Medi emersero il regno dei Chola nel nord del Tamil Nadu e il regno dei Chera nel Kerala. I porti dell'India meridionale commerciarono attivamente con l'Impero Romano e il Sud-Est asiatico, principalmente in spezie.

### L'Impero Harsha
Il re Harsha di Kannauj riuscì ad unificare il nord del subcontinente durante il suo regno nel VII secolo. Regno che però crollò dopo la sua morte. Tra il secolo VII e IX, tre dinastie lottarono per il controllo del dell'India settentrionale; Pratahara del Malwa e successivamente Kannauj, i Pala del Bengala e Rashtrakuta del Deccan.

### Chalukya e Pallava
L'Impero Chalukya regnò su parte dell'India meridionale tra il 550 e il 750 e di nuovo dal 970 al 1190. I Pallava governarono su altre regioni durante periodi analoghi. Nel corso di un periodo di circa un secolo entrambi i regni intrapresero delle guerre minori, conquistando l'un l'altro la capitale in diverse occasioni. Il re dello Sri Lanka e i Chera del Kerala diedero sostegno ai Pallava, mentre i Pandya appoggiarono i Chalukya. Mentre l'idea di un impero indiano nel nord dell'India veniva scartato infine dall'impero Harsha, lo stesso iniziò a volgere la sua attenzione a sud.

### Pratihara, Pala e Rashtrakuta
Quella Pratihara, detta anche Gurjara-Pratihara fu una dinastia che governò l'India diversi regni nel nord dal VI secolo al XI. L'Impero Pala controllò la regione dell'odierno Bihar e Bengala tra il VIII e il XII secolo. I Rashtruka furono una dinastia che si insediò nel Deccan tra l'VIII e il X secolo alla caduta dell'Impero Chalukya. Questi tre regni si disputarono il dominio del nord nei secoli in cui i Chola prosperavano nel sud.

### I Rajput
Il primo regno Rajput di cui si abbia notizia emerse nel Rajasthan nel VI secolo e questa dinastia si espanse nella maggior parte del nord dell'India, dominando il Gujarat (Solankis), Malwa (Param), Bandelkhand (Chandel) e Haryana (Tom).

## Medioevo indiano
Secondo il criterio già esposto, il Medioevo indiano inizia con la crisi dell'Impero Gupta, nell'anno 550, causa dell'invasione degli Unni bianchi e termina nel 1757, data di inizio del dominio britannico, segnato dalla Battaglia di Plassey; tale periodo è così denominato a causa delle sue analogie con il Medioevo europeo e del bacino del Mediterreaneo:
- inizio legato al crollo di un vastissimo impero, dovuto ad un'invasione di popoli nomadi o seminomadi;
- tendenza alla frammentazione territoriale;
- caste guerriere che controllano terra e popolazione;
- crisi delle città.

Secondo un altro criterio, il Medioevo indiano (in Hindi: madhyayug o madhyakāl) va invece dall'inizio dell'espansione islamica all'inizio di quella britannica. In India, il Medioevo è infatti caratterizzato dalla massima influenza dell'Islam, che dominò per alcuni periodi quasi tutto il subcontinente. Il Medioevo indiano, dunque, non coincide temporalmente con quello europeo; solo negli ultimi secoli di questo le due età si sovrappongono. 
Come date convenzionali d'inizio, a seconda dei vari autori, sono adottate le seguenti:
- 550, fine dell'Impero Gupta a causa dell'invasione degli Unni Alcioni.
- 1192, tappa decisiva dell'espansione musulmana: la conquista di Delhi da parte di Mahmud di Ghazna[23][24]
- 1206, altra tappa decisiva dell'islamizzazione dell'India: l'avvento del Sultanato di Delhi[27][24];

Parimenti, la data di fine oscilla tra:
- 1556, anno dell'ascesa di Akbar al trono dell'Impero Moghul
- 1707, inizio della transizione tra il periodo islamico e quello britannico[27]
- 1757, vittoria britannica nella Battaglia di Plassey[23][24].

La storia medievale indiana può essere divisa in due periodi:
- Periodo altomedievale (650-1200 d.C.)
- Periodo tardo medievale (1200-1757 d.C.)

Non tutti gli autori adottano il concetto di Medioevo indiano: alcuni, per quanto riconoscano delle somiglianze con quello occidentale, non le ritengono sufficienti per adottare lo stesso termine nelle due aree culturali.

### I sultanati islamici
Le prime incursioni islamiche nell'Asia meridionale appaiono nel primo secolo dopo la morte del profeta Maometto. Il califfo di Damasco al-Walīd I inviò una spedizione nel Belucistan e nel Sindh nel 711 guidata da Muhammad ibn Qasim. La spedizione non riuscì a mantenere il dominio su questa regione, né a stabilire un regime islamico in altre parti dell'India. Tuttavia, la presenza di una colonia musulmana nel Sindh consentì lo sviluppo degli scambi commerciali e culturali, così come la diffusione dell'Islam attraverso la conversione in alcune parti dell'India.
Tre secoli più tardi, Turchi, Persiani e Afgani cercarono di conquistare l'India attraverso il nord-ovest. Mahmud di Ghazna (979-1030) condusse una serie di spedizioni contro i regni Rajput riuscendo ad insediare una base nel Punjab per le future incursioni.

#### Il Sultanato di Delhi
Nel corso dell'ultimo quarto del secolo XII, Muḥammad di Ghūr invase la pianura Indo-Gangetica conquistando Ghazni, Multan, Sindh, Lahore e Delhi. Uno dei suoi generali, il liberto Quṭb al-Dīn Aybak, fu prescelto dal suo signore ghuride come sultano di Delhi. Nel XIII secolo, Shams al-Din Iltutmish (1211-1236), un ex mercante di schiavi, stabilì un regno turco a Delhi, che consentì ad altri sultani nei 100 anni successivi di estendere i propri domini, raggiungendo ad est il Bengala e a sud il Deccan. Il sultanato fu oggetto di diversi colpi di mano, al punto che nel volgere di pochi secoli si succedettero ben cinque dinastie, i Mamelucchi (1206-1290), i Khalji (1290-1320), i Ṭughlāq (1320-1413), i Sayyid (1414-1451) e i Lōdī, o Lōdhī (1451-1526). Sotto i Khaljī, ʿAlāʾ al-Dīn (1296-1315) il Sultanato riuscì a espandersi verso sud, ma fu solo per un breve periodo, e le regioni conquistate furono perse rapidamente. Il potere a Delhi spesso fu acquisito con violenza: dei 35 sultani 16 vennero uccisi. Gli intrighi alla corte furono frequenti, così come i tradimenti.
Sia il Corano sia la Legge islamica provarono a sostituirsi alla religione indù, ma non sempre con successo. Il sultano ʿAlāʾ al-Dīn Khaljī tentò di instaurare un sistema centralizzato di governo, ma senza esito duraturo. Sebbene i musulmani introducessero vari miglioramenti nel settore agricolo, mediante la costruzione di canali di irrigazione e altre migliorie, l'instabilità politica e la modalità di riscossione delle imposte incisero negativamente sulla classe contadina. Durante questo periodo la lingua persiana e molti aspetti culturali della Persia furono presenti nei centri di potere indiani.

#### I sultanati del Sud
Il fallimento dei sultani nel garantire la posizione dominante del Deccan portò alla creazione di una serie di dinastie, come il Sultanato di Bahmani (1347-1527) e l'Impero Vijayanagara indù (1336-1565).
Zafar Khan, un governatore provinciale sotto i Ṭughlāq, si ribellò contro i "turchi" e venne proclamato Sultano assumendo il titolo di ʿAlāʾ al-Dīn Bahmān Shāh nel 1347. Il Sultanato di Bahmani, situato nel nord del Deccan, durò quasi due secoli, fino a quando non si frammentò nel 1527 in cinque stati più piccoli noto con il nome di Sultanati del Deccan (Bijapur, Golconda, Ahmednagar, Berar e Bidar). Il sultanato di Bahmani adottò i metodi di riscossione delle imposte e di amministrazioni dei sultani Khaljī di Delhi e la sua caduta fu causata dalla competizione e dall'odio tra indù e musulmani. Il sultanato di Bahmani avviò un processo culturale particolarmente importante nell'architettura e nella pittura dell'epoca.

### L'Impero Vijayanagara
L'Impero Vijayanagara (noto con il nome della sua antica capitale) si estese rapidamente verso il Madurai nel sud e verso Goa e in occidente. I suoi governanti proseguirono le pratiche dei Chola, in particolare nell'agricoltura e nel commercio, promuovendo le associazioni di categoria e onorando i templi con grandi doni. Esisteva, inoltre, una forte rivalità con il sultanato di Bahmani per il controllo della valle del fiume Krishna e del fiume Tungabhadra, che cambiato di dominio in base alla potenza militare del momento. 
La città di Vijayanagara ebbe numerosi templi, ricchi di svariati ornamenti e altari dedicati agli dei. Tra i più noti è il tempio dedicato a Virupaksha, una manifestazione di Shiva, il dio principale di reggenti di Vijayanagar. I templi sono stati un nucleo per la cultura, il divertimento e le attività intellettuali. Non vi fu, tuttavia, lo scambio culturale con il mondo musulmano. Quando i reggenti dei cinque Sultanati del Deccan unendosi attaccarono Vijayanagar nel 1565, l'impero subì una profonda sconfitta nella battaglia di Talikota. Fu l'inizio del declino di uno dei massimi imperi a dominare il sud dell'India.

### Prime colonie europee in India
Le associazioni dei commercianti ebbero nell'impero Vijayanagara una grande importanza, al punto da ottenere maggior potere rispetto ai proprietari terrieri e ai Bramini della corte. Infine il commercio cadde nelle mani degli stranieri, in particolar modo arabi e portoghesi in concorrenza per il controllo dei porti occidentali. Nel 1505, sei anni dopo la scoperta di una rotta marittima tra il Portogallo e l'India, fu fondata la prima colonia europea in India, a Cochin. Il primo viceré fu Francisco de Almeida. Dopo il 1510, la capitale del vicereame portoghese in India fu trasferita a Goa.

### L'era Moghul
All'inizio del secolo XVI, i discendenti di Tamerlano invasero l'India attraverso il passo di Khyber, insediando la dinastia Moghul, che durò più di 200 anni. Questa regnò nel nord del subcontinente indiano dal 1526 e iniziò lentamente a declinare dopo il 1707 per scomparire infine dopo la guerra d'indipendenza del 1857. Questo periodo ha avuto un significativo impatto sociale, nonostante la maggior parte dei governanti Moghul di religione musulmana, a differenza di regni islamici dello stesso periodo non imposero mai la propria religione alla popolazione, alcuni imperatori, Akbar su tutti, si distinsero per il rispetto e la tolleranza degli altri culti e giunsero a togliere le imposte sugli abitanti non musulmani. Durante il declino dell'Impero Moghul, che nella sua massima fioritura raggiunse le dimensioni del vecchio Impero Maurya, diversi regni emersero per riempire il vuoto di potere lasciato dalla scomparsa dell'impero. È durante questo periodo che inizia la penetrazione britannica in India. L'India, avendo l'economia più forte del XVII secolo, quasi un quarto del PIL mondiale, muoveva in quel periodo dieci volte più risorse del coevo Impero francese.

### La dinastia Maratha

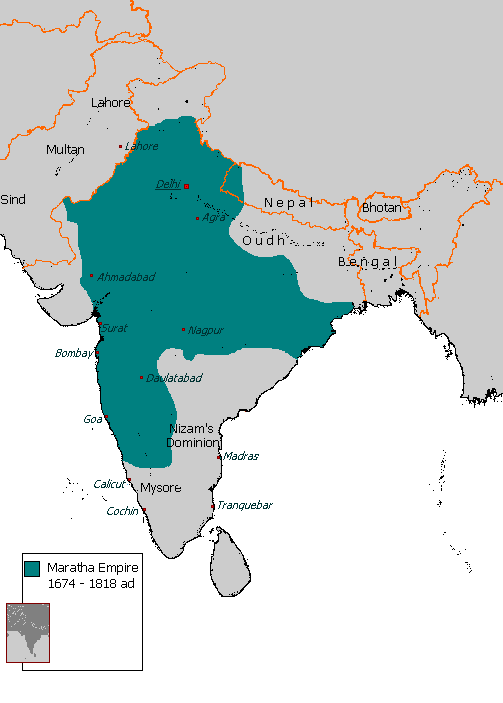
L'impero Maratha all'epoca della sua massima espansione

I capi tribali Maratha furono al servizio dei sultani di Bijapur al momento in cui si insediarono i Moghul. Bhonsle Shivaji (1627-1680), un fiero combattente riconosciuto come il "padre della nazione maratha", approfittò di una serie di conflitti per insediare la sede del suo principato vicino a Pune, che più tardi divenne la capitale dei Maratha.
 
Shivaji attaccò con successo le enclavi moghul, tra cui il porto di Surat. Nel 1674 assunse il titolo di "Signore dell'Universo" con una fastosa incoronazione, dichiarando la sua determinazione a contestare il potere moghul, oltre a ristabilire un regno indù nel Maharashtra. Nel 1717 un emissario moghul firmò un trattato con i Maratha dando loro il controllo sul Deccan in cambio di un riconoscimento del regno Moghul e il trasferimento di alcune imposte ogni anno. Tuttavia, all'inizio i Maratha invasero i domini moghul di Malwa, Orissa e Bengala. L'India meridionale cadde sotto il potere maratha.
Ma i Maratha, nonostante la loro potenza militare, non erano organizzati per la gestione di una nazione, né per i mutamenti socio-economici. Una caratteristica di questo regno era il ricorso al saccheggio, che gli inimicò inevitabilmente i contadini, minandone il potere. A poco a poco, questo iniziò a scemare e i Maratha vennero infine sconfitti duramente dagli Afghani Durrānī e dai loro alleati Rohilla nella sanguinosa Terza battaglia di Panipat nel 1761. 

Questo diede luogo a una divisione del regno in cinque Stati indipendenti. I Maratha infine cedettero alle superiori forze britanniche nella guerra anglo-maratha, che facilitò l'insediamento del Raj britannico fino a dopo la Seconda guerra mondiale.

### I Sikh
La sconfitta del Maratha per mano degli afghani accelerò la separazione del Punjab e di Delhi, e contribuì a creare il regno Sikh nel nord-ovest dell'India. Il movimento Sikh ebbe origine nel II secolo a.C., ma non ebbe importanza fino al secolo XV e XVI, quando gli insegnamenti dei guru sikh si diffusero fra i contadini delle regioni settentrionali. Perseguitati dai Moghul, i sikh, sotto il comando del Guru Gobind Singh formò quello che si chiamò il Khalsa o Esercito dei puri. Il Khalsa si ribellò contro la repressione e la politica economica dei Moghul nel Punjab alla fine del regno di Aurangzeb.
Con tattiche di guerriglia, approfittò dell'instabilità politica creata dalle guerre tra Moghul e afghani e persiani, arricchendo e ampliando il loro controllo territoriale. Nel 1770, l'egemonia Sikh si estendeva dall'Indo (a occidente) fino al fiume Yamuna (a est) e da Multan (a sud) a Jammu nel nord. Ma quello sikh, come quello Maharatha, era un conglomerato disunito di dodici regni che si confrontavano continuamente. Fu Ranjit Singh (1780-1839) che promosse l'unità dei Sikh e la convivenza con musulmani e indù. Ranjit Singh introdusse una rigorosa disciplina militare che gli consentì di espandere il suo territorio a parti dell'Afghanistan, Kashmir e Ladakh.
- 1742-1754: la Francia assoggetta il Karnataka e sei province del Deccan.
- 1757: Robert Clive sconfigge a Plassey il nababbo del Bengala.
- 1763: il trattato di Parigi riduce l'India francese a cinque colonie; i britannici conservano Bombay, Madras e il Bengala.

## La dominazione britannica

### L'era della Compagnia delle Indie Orientali
La Compagnia britannica delle Indie Orientali era un'impresa commerciale. Nacque il 31 dicembre 1600 quando la regina Elisabetta I d'Inghilterra accordò una carta che le conferiva per 21 anni il monopolio commerciale sull'oceano indiano.
Il primo passo verso la trasformazione in colonia fu l'approvazione, nel 1784, dell'Indian Act, che concedeva ai governatori generali della Compagnia la facoltà di agire in nome del governo di Londra.
Sin dal 1785 i successivi governatori generali, appoggiati da un esercito moderno, erano andati avanti nella conquista dell'immenso territorio, sottomettendo i principi dei Maratha e dei Rajput, il Niẓām di Hyderābād e il Principe di Mysore, Hayder Alì, conquistando l'isola di Ceylon. Nel 1818, i Britannici dominavano, ormai, tutta l'India, a eccezione del bacino dell'Indo e dell'Assam. Amministravano in maniera diretta le regioni più ricche, il Bengala e la regione di Delhi, con l'unica eccezione del regno Sikh, nel Nord-ovest.
La carestia colpì un territorio allora chiamato Bengala, che era governato dalla Compagnia Britannica delle Indie Orientali. Questo territorio oggi include il moderno Bengala Occidentale, il Bangladesh e parti dell'Assam, dell'Orissa, del Bihar e del Jharkhand. Dal XVI secolo al XVII il Bengala era stato una provincia dell'impero del Gran Mogol, governato da un Nawab. Il Nawab era diventato in effetti indipendente all'inizio del XVIII secolo, anche se formalmente dipendeva ancora dal Gran Mogol di Delhi.
Nel XVII secolo alla Compagnia Britannica delle Indie Occidentali era stato dato accesso alla città di Calcutta dall'imperatore Mogol Akbar; all'epoca la Compagnia aveva un'autorità che dipendeva dall'autorità del Gran Mogol. Durante il secolo successivo la Compagnia ottenne l'esclusiva commerciale per l'intera provincia e divenne quindi il potere dominante del Bengala. Nel 1757, nella battaglia di Plassey, i britannici sconfissero il Nawab Siraj ud-Dawla e ne saccheggiarono il tesoro. Riaffermarono il loro controllo militare sulla regione nel 1764 nella battaglia di Buxar. Nel trattato che seguì ottennero il titolo di Diwani, ossia il diritto di esigere tasse: la Compagnia ottenne così il governo del Bengala.
Si pensa che circa 10 milioni di persone perirono durante la carestia del 1770, approssimativamente un terzo della popolazione dell'area colpita. Le regioni più provate includono in particolare i moderni territori degli Stati indiani del Bihar e del Bengala Occidentale, ma la carestia colpì anche gli stati di Orissa e del Jharkand, e il moderno Bangladesh. Furono terribilmente colpiti i distretti del Birbhum e del Murshidabad in Bengala, nonché l'area del Tirhut e il distretto del Champaran nel Bihar.Lord Hastings diede un nuovo impulso all'India Britannica: fece restaurare il sistema di canali, riparò le vie di comunicazione e promosse in Bengala la creazione di un sistema di pubblica istruzione.
Nel 1828, Lord Bentinck sostituì la lingua persiana come lingua ufficiale con i dialetti locali e con l'inglese. Proibì inoltre il lavoro minorile e le pratiche del Sati.
Nella carica gli succedettero Lord Auckland, che conquistò il Sind dopo aver sconfitto la dinastia Amir nel 1843, Edward Law, I conte di Ellenborough, Sir Henry Hardings e Lord Dalhousie.
Nel maggio del 1857, le truppe indiane che prestavano servizio nella Bengal Army, una delle tre armate in cui erano organizzate le forze anglo-indiane della Compagnia delle Indie orientali, formate da 238.000 uomini (dei quali solo 38.000 erano europei), si ribellarono nella caserma di Meerut. L'insurrezione si diffuse in tutta l'India Settentrionale e nell'Oudh (dizione preferita dalle fonti anglo-sassoni per Awadh) e nell'India centrale. Questa insurrezione era causata dal pessimo trattamento che gli ufficiali britannici riservavano alle truppe indiane, la politica delle annessioni di Lord Dalhousie, i viaggi in mare che per gli Indù erano tabù, per andare a combattere contro i birmani.
La voce diffusa che le cartucce dei fucili venissero unte con grasso di maiale (animale impuro per i musulmani) e di vacca (animale sacro per gli indù), fece scoppiare una insurrezione che causò migliaia di vittime da entrambe le parti. L'insurrezione, che si estese a vaste parti dell'India, fu soffocata nel giugno del 1858, e nello stesso anno lo scioglimento della Compagnia delle Indie Orientali provocò la riorganizzazione dei reggimenti dei Sepoy e la loro integrazione del nuovo esercito creato da Lord Canning.

### L'India colonia britannica
Il Government of India Act 1858 ratificò la fine dell'impero Moghul, dopo la deposizione dell'ultimo imperatore Muhammad Bahadur Shah, e trasformò l'India in una colonia britannica sotto il mandato di un viceré. A Londra venne creato il ministero dell'India e Calcutta diventò la capitale della colonia. I funzionari vennero organizzati nell'Indian Civil Service. Nel 1876, la regina Vittoria sarà infine incoronata "Imperatrice delle Indie".
Le campagne inglesi contro il Bengala e l'Assam causarono tre conflitti con la Birmania. La corte di Amarapura perse nel 1826 Tenasserim, Arakan e Assam a beneficio dei britannici. Nel 1852, la Gran Bretagna si annetté la Bassa Birmania, e nel 1891 si annetté l'intera Birmania, che serviva da stato cuscinetto per proteggere le frontiere orientali. I britannici appoggiarono o crearono stati intermedi come il Nepal e il Bhutan, si intromisero nelle questioni dell'Afghanistan e si annetterono il Belucistan e la Birmania.
James A. Brown, governatore tra il 1848 e il 1856, mise in atto una politica espansionista sulla base del "principio della reversibilità", che comportava l'annessione di quei principati indiani che rimanevano senza erede diretto alla morte del reggente. Grazie a questo stratagemma, i britannici si impossessarono di Satara, Jaipur, Sambalpur, Udaipur, Jhansi, Nagpur e Awadh.
In questi territori Dalhousie intraprese la costruzione di ferrovie, la riforma delle Poste e l'installazione delle prime linee telefoniche; nel 1854, fu inaugurata la linea ferroviaria Calcutta-Agra. Vennero anche fondate le Università di Calcutta, Bombay e Madras – riservate però alle classi sociali privilegiate. I collegi e le università fondate dai britannici contribuirono alla formazione di una nuova classe intellettuale indiana.
I primi segni di un nascente spirito nazionalista, localizzati per la maggior parte nella regione del Bengala, avevano caratteristiche religiose. Nel 1885, Allan Octavian Hume fondò il Congresso Nazionale Indiano, con il proposito di ottenere una partecipazione più attiva degli Indiani nel governo del Paese. Il nazionalismo indiano si rifece agli esempi del Canada, dell'Australia e della Nuova Zelanda per reclamare lo status di dominio nell'Impero britannico.
Grandi carestie ed epidemie caratterizzarono questo periodo:
- 11.000.000 di morti di peste dal 1894 al 1912 in tutta l'India
- 5.000.000 di morti di carestia a Madras e Bombay nel 1876-78
- 4.500.000 di morti di colera a Bombay tra il 1905 e il 1910
- 2.000.000 di morti di carestia nelle Provincie Centrali nel 1899-00
- 1.500.000 morti di carestia nel Rajputana nel 1869
- 1.500.000 morti di carestia nell'Orissa nel 1866

Tra gli anni '70 e '90 del XIX secolo, quasi quaranta milioni di indiani morirono a causa di carestie successive. Secondo lo storico Niall Ferguson, "ci sono prove evidenti di incompetenza, negligenza e indifferenza nei confronti della situazione degli affamati", ma non c'è alcuna responsabilità diretta: l'amministrazione coloniale è rimasta semplicemente passiva. Al contrario, per il giornalista Johann Hari: "Lungi dal non fare nulla durante la carestia, gli inglesi fecero molto - per peggiorare le cose. Le autorità avrebbero continuato a incoraggiare le esportazioni verso la metropoli senza preoccuparsi dei milioni di morti sul suolo indiano. Anche lo storico e attivista politico Mike Davis sostiene l'idea che "Londra stava mangiando il pane dell'India" durante la carestia. Inoltre, il viceré Robert Lytton vietò l'assistenza agli affamati, che venivano talvolta descritti come "indolenti" o "incompetenti per il lavoro". I giornali delle aree non colpite dalla carestia furono incaricati di parlarne il meno possibile. Secondo Mike Davis, Lord Lytton era guidato dall'idea che "attenendosi all'economia liberale, stava oscuramente aiutando il popolo indiano".

### Il Movimento d'indipendenza indiana

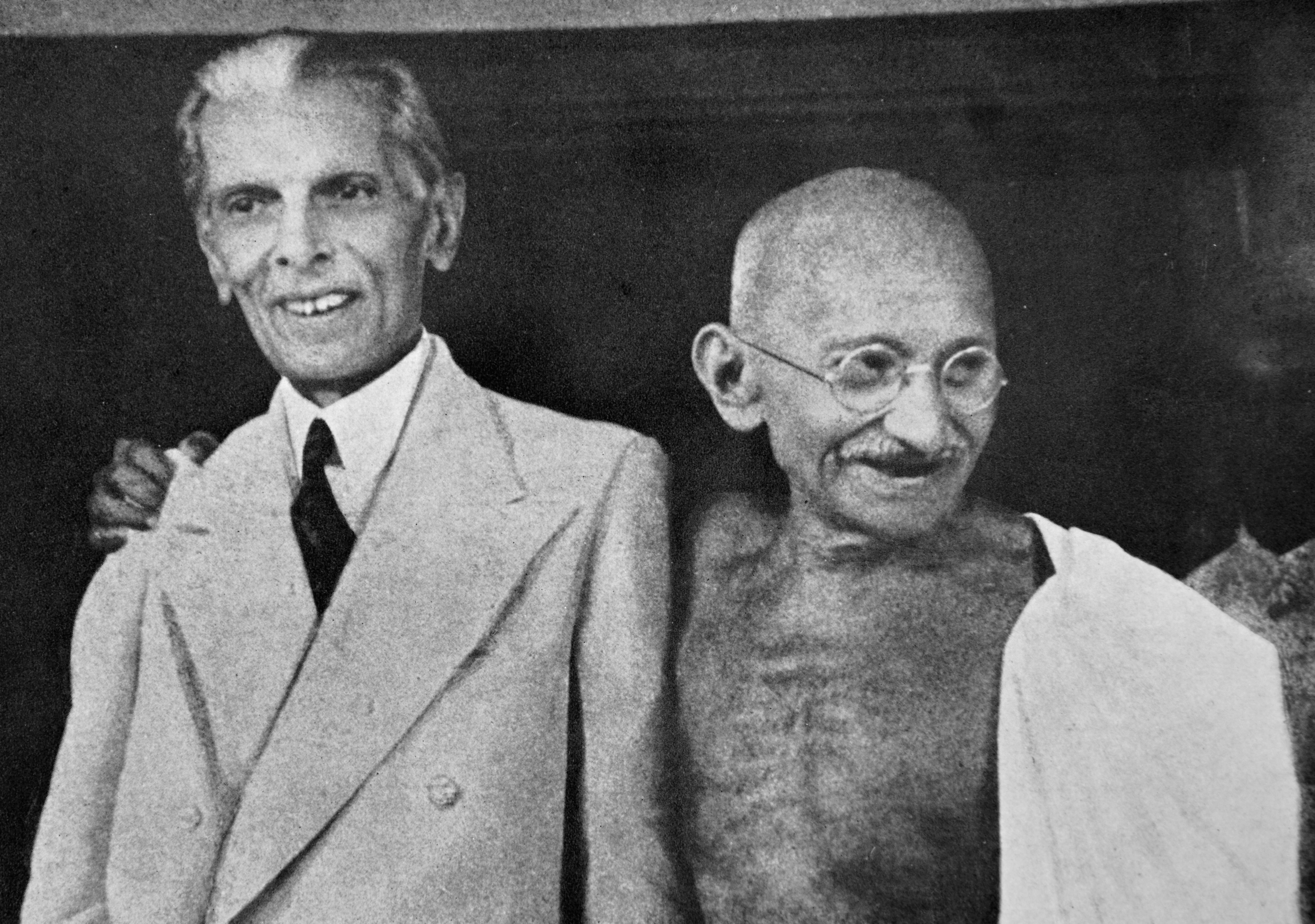
Mohandas Karamchand Gandhi (a destra) e Mohammad Ali Jinnah (a sinistra), Bombay, 1944.

Nel 1911 il Re Giorgio V si fece incoronare Imperatore dell'India nella nuova capitale Delhi e riunificò il Bengala con le nuove province di Bihar e Orissa. Nel 1916 la Lega Musulmana Panindiana (All India Muslim League) e il Congresso Nazionale Indiano si unirono nella richiesta di autonomia. Nel 1918 il governo promulgò il Rowlatt Act, una legge che stabiliva misure eccezionali per chiunque fosse accusato di terrorismo.
L'India era uscita impoverita dalla prima guerra mondiale: a causa delle tasse e dei prestiti di guerra, cento milioni di sterline - ottenuti con l'aumento delle tasse e dei prezzi - avevano lasciato l'India per sostenere l'economia britannica. Un'ondata di disordini travolse il subcontinente nel 1918-1920. A Bombay, uno sciopero dei tessili si estese a 125.000 lavoratori. Rivolte per il cibo si verificano a Bombay, Madras, Calcutta e Bengala. La maggior parte del Paese fu interessata da manifestazioni di massa, scioperi o sommosse. Ad Amritsar, le truppe britanniche aprirono il fuoco su una folla di manifestanti, uccidendo 379 persone e ferendone altre 1.200. Nei primi sei mesi del 1920 scoppiarono più di 200 scioperi. Un rapporto del governo rilevò "una fraternizzazione senza precedenti tra indù e musulmani".

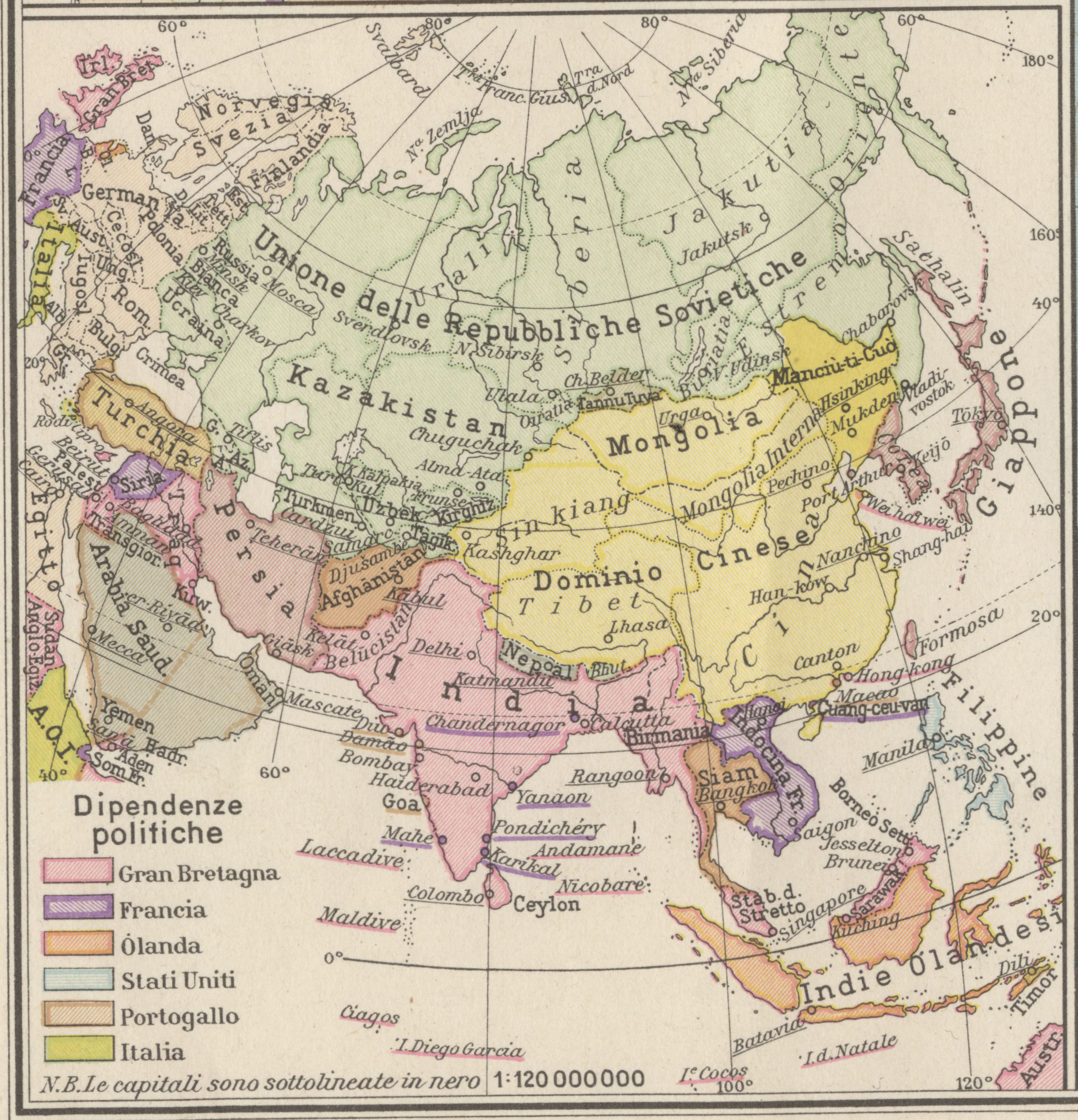
Mappa dell'Asia nel 1937

Il Partito del Congresso era diviso sull'atteggiamento da adottare. Mentre continuavano gli scontri tra polizia e manifestanti, Gandhi scelse di promuovere il rifiuto pacifico di collaborare con le autorità. Riuscì a coinvolgere grandi masse, poiché fece della sua lotta quasi una religione, cosicché gli Indiani videro in lui un profeta da seguire. Nel 1930 Gandhi effettuò la marcia del sale: percorse a piedi un lungo cammino, fino al mare, dove raccolse alcuni cristalli di sale. Questo semplice gesto era un reato: i Britannici avevano il monopolio del sale in India perciò nessun indiano poteva procurarsi del sale, se non comperando quello venduto dagli inglesi. Le manifestazioni del movimento nazionalista costrinsero gli inglesi a promettere all'India la concessione dell'indipendenza, a cui effettivamente si giunse il 15 agosto del 1947.

## L'indipendenza e la partizione dell'India

Partizione dell'India (1947)

Il 14 e il 15 agosto 1947, il viceré Louis Mountbatten annunciò la partition del sub continente indiano, rendendo noti i confini dei nuovi due stati sovrani, la Sovranità del Pakistan (più tardi Repubblica islamica del Pakistan) e l'Unione dell'India (più tardi Repubblica dell'India) dopo appena due giorni che il Regno Unito aveva garantito l'indipendenza dell'India britannica. In particolare il termine si riferisce alla partizione del Bengala, provincia dell'India britannica tra lo Stato pakistano del Bengala orientale (ora Bangladesh) e lo Stato indiano del Bengala occidentale; così come alla partizione della regione del Punjab dell'India britannica tra la provincia del Punjab dello Stato del Pakistan occidentale e lo Stato indiano del Punjab. La secessione del Bangladesh dal Pakistan con la guerra di liberazione del Bangladesh nel 1971 non è coperta dal termine partizione dell'India; così come non lo sono le precedenti separazioni del Ceylon (ora Sri Lanka) e della Birmania (ora Myanmar) dall'amministrazione dell'India britannica.

La partition innescò un esodo migratorio interno di 7 milioni di musulmani e 5 milioni di hindù, e un'escalation di violenze che causarono un milione di morti.

### Cronologia dell'India indipendente
- 1947: grazie all'azione del Partito del Congresso Nazionale Indiano e di Gandhi viene proclamata l'indipendenza. L'India viene divisa in due stati: l'Unione Indiana, a maggioranza indù, e il Pakistan, a maggioranza musulmana. Questa spartizione resa nota a soli due giorni dalla proclamazione d'indipendenza provoca un massacro di carattere religioso fondamentalista di un milione di persone e al conseguente "volontario" esilio di 11 milioni di persone.
- 1947-1964: J. Nehru, Primo ministro e segretario del Partito del Congresso Nazionale Indiano, attua un programma di sviluppo e sostiene il non allineamento.
- 1947-1948: India e Pakistan entrano in guerra per il controllo del Kashmir, ceduto dal suo raj hindu all'India malgrado la stragrande maggioranza islamica della regione.
- 1948: il Mahatma Gandhi viene assassinato da un estremista induista.
- 1948: annessione dell’Hyderabad.
- 1950: l'India diventa uno Stato federale, laico e parlamentare; gli Stati sono organizzati su basi etniche e linguistiche.
- 1962: la guerra sino-indiana contrappone Cina e India al Ladakh.
- 1965: scoppia una seconda guerra indo-pakistana per il Kashmir. L'India si avvicina all'URSS.
- 1966: Indira Gandhi sale al potere.
- 1971: la secessione del Bangladesh dal Pakistan provoca la terza guerra indo-pakistana.
- 1975: Indira Gandhi dichiara lo Stato d'Emergenza fino all'inizio del 1977;
- 1977-1980: il Partito del Congresso cede il potere al Partito Popolare, coalizione di molti partiti.
- 1980: Indira Gandhi è rieletta Primo ministro.
- 1984: Indira Gandhi muore in un attentato da parte di due delle sue guardie del corpo di etnia sikh. Le succede il figlio Rajiv.
- 1989: Rajiv Gandhi si dimette in seguito alla sconfitta elettorale subita dal Partito del Congresso: sale al potere una coalizione di partiti dell'opposizione. Dopo l'assassinio della Gandhi, Pamulaparti Venkata Narasimha Rao, eletto segretario del Partito del Congresso, forma il nuovo governo.
- 1991: Rajiv Gandhi viene assassinato da estremisti separatisti Tamil.
- 1992: la distruzione della moschea di Ayodhya (Uttar Pradesh) per mano dei militanti nazionalisti indù provoca gravi scontri tra le varie comunità.
- 1996: il Partito del Popolo (BJP, destra induista nazionalista) vince le elezioni ma non riesce a formare un governo. Si susseguono fragili coalizioni di centro-destra, che non sopravvivono quando il Partito del Congresso ritira il proprio sostegno.
- 1997: diventa Presidente della Repubblica Kocheril Raman Narayanan.
- 1998: il BJP vince di nuovo le elezioni. Il suo leader, Atal Bihari Vajpayee, è Primo ministro. L'India procede al lancio di missili nucleari: si generano tensioni con il Pakistan e la comunità internazionale.
- 1999: cade il governo, ma dopo una nuova vittoria elettorale del BJP e dei suoi alleati, A. B. Vajpayee torna a rivestire la carica di Primo ministro. Guerra di Kargil col Pakistan
- 2001: i rapporti con il Pakistan diventano più tesi dopo una serie di attentati compiuti dai separatisti del Kashmir.
- 2002: Abdul Kalam è il nuovo capo di Stato.
- 2004: Manmohan Singh diventa Primo ministro, dopo la vittoria elettorale del Partito del Congresso guidato da Sonia Gandhi.
- 2008: il 26 novembre l'India, in particolar modo la sua capitale finanziaria Mumbai, viene colpita duramente da una drammatica serie di attentati.

## Cronologia
Legenda
- TRAD = secondo la tradizione indiana
- MOD = secondo gli storici moderni

Le origini
- 30000 a.C. Nishada di lingua munda
- 10000 a.C. iniziano le immigrazioni dei Dravida che si sovrapporranno ai nativi.
- 9990 a.C. inizia il primo Sangham, assemblea sei poeti dravidici (TRAD)
- 6000 a.C. inizia la diffusione dello Śivaismo (TRAD)
- 5550 a.C. maremoto su Madura (TRAD)
- 4000 a.C. fondazione del Giainismo (data approssimativa)
- 4000 a.C. migrazione dravidica verso ovest
- 3400 a.C. Civiltà dell'Indo, città di Mohenjo-daro e Harappa
- 3300 a.C. Inni del Rig Veda
- 3200 a.C. prima invasione aria (TRAD)
- 3102 a.C. Guerra del Mahābhārata e inizio dell'era del Kali Yuga (TRAD)
- 2700 a.C. resti archeologici dimostrano commerci indiani con la sumera Kish
- 2200 a.C. prove di commercio tra l'India e Babilonia (specialmente per il cotone)
- 2000 a.C. Ceramiche provenienti dall'odierno Iran nella valle del Gange
- 1900 a.C. seconda invasione aria (TRAD)
- 1850 a.C. fine del secondo Sangham dravidico (TRAD)
- 1800 a.C. Letteratura vedica dei Brāhmaṇa (TRAD)
- 1800 a.C. scissione tra le tribù arie e iraniche
- 1400 a.C. espansione ariana nell'Asia occidentale
- 1375 a.C. divinità arie venerate a Mitanni (Mesopotamia settentrionale)
- 1300 a.C. consolidamento dominio degli Arii in tutto il Nord-Ovest
- 1100 a.C. dominio ario sul Panjab
- 1050 a.C. dominio ario sulla valle del Gange (TRAD)
- 1000 a.C. dominio ario nel Gujarat
- 1000 a.C. letteratura vedica dei Sutra (TRAD)
- 900 a.C. commercianti indiani importano la scrittura fenicia detta brahmi
- 817 nascita del profeta jaina Parshvadeva
- 800 a.C. intenso commercio tra la zona indiana e quella babilonese
- 778 a.C. Letteratura vedica dei Brāhmaṇa (MOD)
- 750 a.C. dominio ario sulla valle del Gange (MOD)
- 642-320 periodo shishunaga-nanda
- 600 a.C. comparsa della scrittura aramaica Kharoshthi in India, letteratura vedica dei Sutra (secondo gli storici moderni)
- 563-483 a.C. Siddhartha Gautama Buddha
- 559-468 a.C. Mahavira, profeta jaina
- 525-500 a.C. Bimbisāra re del Magadha
- 520 a.C. i Persiani di Dario I estendono l'Impero achemenide fino all'Indo
- 517 a.C. spedizione del navigatore greco Scilace lungo le coste indiane
- 500-475 a.C. Ajātashatru re del Magadha
- 500 a.C. grammatico Pāṇini
- 425-325 a.C. Dinastia dei Nanda
- 416 a.C. Indika di Ctesia
- 356-323 a.C. Alessandro Magno
- 326 a.C. Alessandro invade l'India
- 325 a.C. Alessandro abbandona l'India, Chandragupta Maurya diventa re del Magadha
- 325-184 a.C. Dinastia Maurya
- 305 a.C. alleanza tra Seleuco e Chandragupta
- 300 a.C. Megastene alla corte dei Maurya, Artha Shastra di Kautilya
- 274-237 a.C. Regno di Ashoka
- 220 a.C. inizio del potere andhra; Kharavela re del Kalinga (India)
- 206 a.C. spedizione di Antioco III re della Siria in India
- 200 a.C. primi affreschi di Ajanta
- 187-175 a.C. Dinastia Shunga (Sunga)
- 180 a.C. Demetrio I di Battriana crea il primo Regno indo-greco
- 151 a.C. morte di Pushyamitra
- 150 a.C. Mahabhashya di Patañjali
- 100 a.C. intenso commercio con l'Impero Romano
- 78 a.C. Manus è il primo re scita in India
- 75 a.C. Dinastia Kanva; egemonia scita e partica sul Punjab
- 50 a.C. fine del terzo Sangham dei poeti tamil (TRAD)
- 30 a.C. fine dell'ultimo Regno indo-greco
- 25 a.C. spedizione di Augusto per ampliare i commerci marittimi
- 26-20 a.C. ambasciata indiana presso Augusto e ambasciata romana presso Pandion (India meridionale); Dinastia Satavahana (Andhra)
- 1 monumentale Stupa di Sanchi
- 48 I Kushana (Yueh Chi) occupano il Gandhara
- 78 Inizio dell'era scita Shaka
- 100 ambasciata indiana presso Traiano
- 120-380 Egemonia Scita nell'India Occidentale
- 120 Stupa di Amaravati; ambasciata indiana ad Adriano
- 144 Kanishka imperatore dei Kusāna; sviluppo dell'arte greco-buddhista di Mathura
- 150 ambasciata indiana a Antonino Pio
- 220 ambasciata indiana a Eliogabalo
- 273 ambasciata indiana a Aureliano
- 300 inizio della Dinastia Gupta
- 319-330 impero di Candragupta Gupta I
- 330-380 impero di Samudragupta
- 340 ambasciata indiana a Costantino
- 362 ambasciata indiana a Giuliano
- 380 crollo dell'Impero Shaka
- 380-415 regno di Vikramaditya
- 399-414 viaggio in India del pellegrino buddhista cinese Fa Hsien; poeta Kālidāsa
- 400 gli Unni Bianchi si insediano nel Gandhara
- 450-650 affreschi di Ceylon; tempio di Aihole
- 500 gli Unni Bianchi entrano nel Rajputana, nel Panjab e nel Kashmir
- 530 ambasciata indiana a Giustiniano
- 550 crollo dell'Impero Gupta
- 570 ascesa della Dinastia Pallava
- 606-647 regno di Harsha
- 629-645 viaggio in India di Hiuen Tsang
- 650-663 gli Arabi conquistano Herat e Kabul
- 700 Dinastia Pala nel Bengala
- 712 conquista araba del Sind
- 725 costruzione del tempio di Vijayeshvara a Pattadakal
- 800 costruzione del tempio di Kailasa a Ellora
- 816 Kanauj conquistata dai Pratihara
- 840-890 regno di Bhoja I
- 850 tempio di Mukteshvara a Bhuvaneshwar
- 900 fine della Dinastia Pallava
- 907-1251 Impero Chola
- 954 tempio di Lakshmana a Khajuraho
- 998-1030 Mahmud di Ghazna

- 1000 tempio di Mahadeva e di Bhuvaneshvar-Lingaraja a Khajuraho
- 1005 Mahmud di Ghazna occupa il Punjab
- 1014 distruzione del tempio di Mathura
- 1018 Sacco di Kanauj; Mahmud di Ghazna occupa la zona orientale della valle del Gange
- 1020 tempio di Tanjore
- 1055-1113 il filosofo Hamanuja sviluppa la filosofia non dualista
- 1182-1227 Gengis Khan
- 1186 Mu'izz al-Din Muhammad Sultano di Ghazni
- 1192-1196 Mu'izz al-Din Muhammad sconfigge le truppe della confederazione indù a Tarayn e conquista l'India settentrionale
- 1202 i musulmani conquistano Benares
- 1210-1236 Iltutmish sultano di Delhi
- 1220-1230 edificazione del Qutb Minar
- 1221 invasione mongola guidata da Gengis Khan
- 1240 i Mongoli devastano la città di Lahore
- 1250 tempi di Konarak
- 1266-1287 Balban sultano di Delhi
- 1290 con Jalal al-Din Khalji nasce la dinastia Khaljī
- 1296 ʿAlāʾ al-Dīn Khaljī sultano di Delhi
- 1308-1326 i musulmani conquistano la penisola del Deccan e l'India meridionale
- 1320 Ghiyāth al-Dīn inaugura la dinastia Ṭughlāq
- 1336 Impero Vijayanagara
- 1369 Timur (Tamerlano) Emiro di Samarcanda
- 1374 ambasciatori di Vijayanagara in Cina
- 1380-1420 Kabīr
- 1398 Timur invade l'India e conquista Delhi
- 1498 sbarco di Vasco da Gama in India
- 1504 Babur conquista Kabul
- 1510 Albuquerque si impadronisce di Goa
- 1524 Babur conquista Lahore
- 1526 Prima battaglia di Pānīpat in cui Bābur abbatte i Sultani Lōdī di Delhi.
- 1526-1530 i Moghul sottomettono gli Afghani e i Rajput
- 1530 morte di Bābur, avvento di Humayun
- 1538 morte di Guru Nanak
- 1545 morte di Shēr Khān Sūrī
- 1556 morte di Humāyun
- 1556-1605 Regno di Akbar
- 1565 i musulmani abbattono Vijayanagara
- 1600 nasce l'East India Company
- 1605-1627 Jahangir
- 1616 arrivo in India dei Danesi
- 1628-1658 Shah Jahan
- 1630-1680 Shivaji
- 1658 gli Olandesi occupano Ceylon
- 1658-1707 Aurangzeb
- 1664 nasce la Compagnia Francese delle Indie Orientali
- 1673 I Francesi a Pondichéry
- 1690 costruzione di Chandernagor
- 1698 gli Inglesi annettono Bombay e fondano Calcutta
- 1725 i Francesi annettono Mahè
- 1739 Nadir Shah conquista Delhi
- 1740-1754 Joseph François Dupleix governatore di Pondichéry
- 1763 Trattato di Parigi
- 1765 i Britannici ottengono la sovranità del Bengala
- 1772 Warren Hastings governatore del Bengala
- 1782-1799 Tipu Sultan
- 1806 morte di Shāh ʿĀlam II
- 1842 gli Afghani annientano un esercito britannico sul passo del Khyber
- 1844 trattato anglo-russo
- 1849 annessione britannica del Punjab
- 1852 annessione britannica della Birmania
- 1857-1859 I guerra d'indipendenza indiana
- 1876 Regina Vittoria Imperatrice dell'India
- 1880 nasce il Congresso Nazionale Indiano
- 1947 indipendenza e divisione dell'India e del Pakistan
- 1948 assassinio di Gandhi per mano di un estremista hindu e morte di Jinnah
- 1964 morte di Nehru
- 1965 Indira Gandhi Primo ministro dell'India
- 1971 indipendenza del Bangladesh
- 1980 Indira Gandhi nuovamente Primo ministro
- 1984 Indira Gandhi viene assassinata dalle sue guardie del corpo sikh